# Решетников, Сергей Борисович
Сергей Борисович Решетников (15 августа 1972, Электросталь) — советский и российский хоккеист, защитник, мастер спорта; тренер.

## Клубная карьера
Воспитанник хоккейного клуба «Кристалл». С 1993 по 1995 год выступал в системе московского ЦСКА, в составе которого дебютировал на уровне Межнациональной хоккейной лиги. Также провёл 5 матчей в составе команды, сформированной из армейских хоккеистов — «Русские Пингвины» в IHL. В 1995 году вернулся в родной «Кристалл». Сезон 1997/1998 провёл в составе ярославского «Торпедо», завоевав с командой бронзовые медали.
С 1998 по 2005 год с годичной командировкой в новокузнецкий «Металлург» в сезоне 2002/2003 выступал в составе московского «Спартака», за который провёл 344 матчах, забросил 36 шайб и отдал 72 результативные передачи. Являлся капитаном команды.
Затем играл за подмосковный «Витязь», новосибирскую «Сибирь», ХК «Дмитров» и пермские «Молот-Прикамье» и «Октан». В составе «Молота» являлся ассистентом капитана команды, а также дебютировал в новообразованной ВХЛ.

## Тренерская карьера
В 2015 году Решетников стал ассистентом главного тренера экспериментальной, юниорской сборной России, которая провела сезон 2015/2016 на уровне молодежной хоккейной лиги.
В 2019 году стал ассистентом главного тренера клуба «Тамбов» и пробыл на этой должности до 3 марта 2020 года.
В сезоне 2020/21 являлся главным тренером клуба «Рязань».
5 мая 2021 года возглавил воскресенский «Химик».
18 апреля 2022 года возглавил новокузнецкий «Металлург».